# Ibrahima Wadji
Ibrahima Wadji (Bignona, 1995. május 5. –) szenegáli korosztályos válogatott labdarúgó, a francia Saint-Étienne csatárja.

## Pályafutása

### Klubcsapatokban
Ibrahima Wadji a felnőtt pályafutását a szenegáli Mbour Petite-Côte klubjánál kezdte. 2016-ban egyéves szerződést kötött a török Gazianteppel. 2017. augusztus 8-án csatlakozott a norvég Molde klubjához, ahol szintén egy évet töltött. A 2018-as szezon második felében kölcsönjátékos volt a Haugesund csapatában. 2019-ben átigazolt a Haugesundhoz. A 2021-es szezonban 13 meccs alatt 8 gólt ért el. 2021. augusztus 18-án hároméves szerződést írt alá az azerbajdzsáni Qarabağ együttesével. 2022-ben a francia másodosztályban érdekelt Saint-Étienne csapatához igazolt. Először a 2022. szeptember 5-ei, Pau ellen 2–2-es döntetlennel zárult mérkőzés 66. percében, Jean-Philippe Krasso cseréjeként lépett pályára. Első gólját 2022. szeptember 10-én, a Bordeaux ellen hazai pályán 2–0-ra megnyert találkozón szerezte meg.

### A válogatottban
Wadji részt vett a 2015-ös U20-as világbajnokságon, a szenegáli válogatott tagjaként, ahol 6 mérkőzés alatt 2 gólt lőtt.

## Statisztikák
2023. március 18. szerint
| Klub                   | Szezon   | Osztály                      | Bajnokság | Bajnokság | Kupa  | Kupa | Nemzetközi | Nemzetközi | Összesen | Összesen |
| Klub                   | Szezon   | Osztály                      | Meccs     | Gól       | Meccs | Gól  | Meccs      | Gól        | Meccs    | Gól      |
| ---------------------- | -------- | ---------------------------- | --------- | --------- | ----- | ---- | ---------- | ---------- | -------- | -------- |
| Gaziantep              | 2015–16  | TFF 1. Lig                   | 11        | 1         | 0     | 0    | —          | —          | 11       | 1        |
| Gaziantep              | 2016–17  | TFF 1. Lig                   | 17        | 0         | 2     | 0    | —          | —          | 19       | 0        |
| Gaziantep              | Összesen | Összesen                     | 28        | 1         | 2     | 0    | 0          | 0          | 30       | 1        |
| Molde                  | 2017     | Eliteserien                  | 9         | 1         | 1     | 0    | —          | —          | 10       | 1        |
| Molde                  | 2018     | Eliteserien                  | 4         | 1         | 0     | 0    | —          | —          | 4        | 1        |
| Molde                  | Összesen | Összesen                     | 13        | 2         | 1     | 0    | 0          | 0          | 14       | 2        |
| Haugesund (kölcsönben) | 2018     | Eliteserien                  | 12        | 6         | 1     | 0    | —          | —          | 13       | 6        |
| Haugesund              | 2019     | Eliteserien                  | 10        | 4         | 1     | 1    | —          | —          | 11       | 5        |
| Haugesund              | 2020     | Eliteserien                  | 20        | 7         | 0     | 0    | —          | —          | 20       | 7        |
| Haugesund              | 2021     | Eliteserien                  | 13        | 8         | 0     | 0    | —          | —          | 13       | 8        |
| Haugesund              | Összesen | Összesen                     | 43        | 19        | 1     | 1    | 0          | 0          | 44       | 20       |
| Qarabağ                | 2021–22  | Azerbajdzsáni Premier League | 16        | 11        | 4     | 4    | 8          | 1          | 28       | 16       |
| Qarabağ                | 2022–23  | Azerbajdzsáni Premier League | 0         | 0         | 0     | 0    | 8          | 4          | 8        | 4        |
| Qarabağ                | Összesen | Összesen                     | 16        | 11        | 4     | 4    | 16         | 5          | 36       | 20       |
| Saint-Étienne          | 2022–23  | Ligue 2                      | 21        | 6         | 1     | 0    | —          | —          | 22       | 6        |
| Összesen               | Összesen | Összesen                     | 133       | 45        | 10    | 5    | 16         | 5          | 159      | 55       |

## Sikerei, díjai
Molde
- Eliteserien
  - Ezüstérmes (1): 2017

Haugesund
- Norvég kupa
  - Döntős (1): 2019